# Jorge Felippe Neto
Jorge Miguel Felippe Poyares Bethlem conhecido como Jorge Felippe Neto (Rio de Janeiro, 8 de janeiro de 1992) é um advogado e político brasileiro, atualmente filiado ao Avante.
Foi eleito deputado estadual no Rio de Janeiro em 2014 para o mandato 2015–2018 como o deputado estadual mais jovem da legislatura, e foi secretário municipal de Conservação e Meio Ambiente e do Trabalho na capital estadual. É filho da ex-vereadora Vanessa Felippe, neto do vereador Jorge Felippe e enteado do ex-deputado Rodrigo Bethlem; e estudou Direito na faculdade IBMEC.

## Biografia
Foi candidato a um cargo eletivo pela primeira vez em 2014, quando faria campanha em conjunto com a tentativa de reeleição Rodrigo Bethlem para a Câmara Federal, no entanto, o escândalo que abateu a candidatura de Bethlem fez com que Jorge Felippe Neto tivesse que continuar a campanha sozinho. Foi eleito deputado estadual pelo PSD, com 32.066 votos.
Em 2015, protocolou um pedido de instauração da CPI da FERJ para averiguar indícios de corrupção, fato que fora travado pela "Bancada da Bola" na instituição. No mesmo ano, em polêmica votação, foi um dos parlamentares a votar a favor da nomeação de Domingos Brazão para o Tribunal de Contas do Estado do Rio de Janeiro, nomeação esta muito criticada na época.
Em plenário, ele fez um desabafo sobre a desvalorização da ALERJ, e criticou fortemente o então secretário de Segurança José Mariano Beltrame. Em dezembro de 2016, o deputado entrou com representação no Ministério Público estadual contra a cobrança retroativa do IPTU pela Prefeitura do Rio de Janeiro.
Durante a crise econômica estadual, ele se tornou um crítico do pacote de medidas anunciadas pelo governo e votou contra a privatização da CEDAE, juntando-se a parlamentares oposicionistas e manifestantes em protesto contra a privatização. Jorge Felippe também votou contra o aumento da alíquota previdenciária dos servidores do Estado.
Envolveu-se em outra polêmica ao fazer 'ocupação' em uma calçada da Avenida Rio Branco sem autorização da prefeitura. É coautor da lei que criou a Nota Fluminense, junto com os deputados Wanderson Nogueira, André Lazaroni e Márcio Pacheco, que combate a sonegação fiscal e aumenta a arrecadação de ICMS, devolvendo crédito aos consumidores.
Em junho de 2017, apresentou projeto de lei para proibir a castração química de animais no estado do Rio de Janeiro. Em outubro do mesmo ano, a convite do então prefeito Marcelo Crivella, Jorge Felippe Neto assumiu a Secretaria Municipal e de Conservação e Meio Ambiente, anteriormente ocupada por Rubens Teixeira. Logo em seguida, anunciou a realização de obras de contenção na Praia da Macumba. Ainda no seu primeiro mês como secretário, deu inicio a revitalização do Deck Lotta de Macedo Soares, no Parque do Flamengo, a pedido da população.
Anunciou o programa Conservando Rios, retomada do programa Guardiões dos Rios, visando a limpeza dos rios e a educação ambiental da população para prevenir a poluição. No início de 2018, apresentou medidas preventivas para minimizar os danos causados pelas fortes chuvas dos primeiros meses do ano. Também criou o programa Conversando Parques, visando a manutenção, recuperação e valorização dos espaços naturais. Em fevereiro de 2018, retomou o funcionamento da Usina de Asfalto do Caju, parada desde 2016.

Em 2018, Jorge Felippe Neto foi reeleito pelo PSD com 43.099 votos. Em 2021, assumiu a Secretaria Municipal do Trabalho, já no novo governo do prefeito Eduardo Paes. Em abril do mesmo ano, deixou a secretaria e reassumiu sua vaga na ALERJ, sendo substituído por seu tio-avô Sérgio Luiz Felippe. Visando sua reeleição, em 2022, ingressou no Avante, em evento ao lado de Cláudio Castro.